# Dana Ulery
Dana Ulery (née le 2 janvier 1938) est une informaticienne américaine et pionnière des applications informatiques scientifiques.

## Carrière
Ulery obtient son B.A. du Grinnell College (en) en 1959, avec une double spécialisation en littérature anglaise et en mathématiques. Elle obtient sa maîtrise et son doctorat en informatique de l'université du Delaware, respectivement en 1972 et 1975.
Ulery commence sa carrière en 1961 en tant que première femme ingénieur au Jet Propulsion Laboratory de la NASA (Pasadena, Californie), concevant et développant des algorithmes pour modéliser les capacités du Deep Space Network de la NASA et automatisant les systèmes de suivi en temps réel pour les missions spatiales Ranger et Mariner à l'aide d'un ordinateur North American Aviation Recomp II (en), de taille de mot de 40 bits. Au cours de sa carrière, elle occupe des postes de chercheuse et de gestionnaire en sciences appliquées et technologies dans l’industrie, le milieu universitaire et le gouvernement. 
En 1976, elle accepte des postes de professeur invité à l'Université du Caire et à l'Université américaine au Caire, en Égypte. À son retour aux États-Unis, elle rejoint la division des services d'ingénierie de la société DuPont, où elle travaille comme informaticienne et directrice technique.
Au début des années 1980, Ulery mène des initiatives visant à développer et déployer des systèmes d'applications d'entreprise pour évaluer et contrôler la qualité des produits sur les sites de DuPont. Pour ces réalisations, elle reçoit le DuPont Engineering Award pour le leadership en matière de systèmes informatiques de qualité d'entreprise. Ulery joue également un rôle actif dans l'établissement des normes EDI, des normes internationales pour l'échange électronique d'informations techniques utilisées par les entreprises et le gouvernement. Elle lance et dirige des programmes multidisciplinaires à l'ARL pour faire progresser la recherche sur la fusion d'informations (en) multi-sources et la compréhension de la situation appliquée aux environnements de combat non traditionnels et à la défense intérieure.
Dans les années 1990, Ulery est pendant de nombreuses années déléguée panaméricaine auprès de l'échange de données informatisées pour l'administration, le commerce et les échanges commerciaux des Nations unies (UN/EDIFACT). Elle est présidente du groupe de travail ONU/EDIFACT sur les objets multimédias et présidente du groupe de travail ONU/EDIFACT sur les données sur les produits, dirigeant les premiers développements internationaux de normes pour le commerce électronique.
En 2007, elle prend sa retraite de son poste de scientifique en chef de la Direction des sciences informatiques et informatiques du Laboratoire de recherche de l'armée américaine (en) (ARL).

## Prix
Ulery fait partie du premier groupe de femmes managers au laboratoire de recherche de l'armée américaine.
À ces postes, elle est également nommée présidente du Conseil de gestion des connaissances du Commandement du matériel de l'armée américaine  et reçoit en 2002 le Army Knowledge Award pour la meilleure initiative de transformation. 
Elle est répertoriée dans American Men and Women of Science, Who's Who of American Women, Who's Who in the East, Who's Who in the World et Who's Who in America. 
En 2017, lle a été nommée Lifetime Achiever par Marquis Who's Who (en).

## Publications
- Dana L Ulery, Lineal a language-oriented system for solving problems in linear algebra., University of Delaware, 1972 (OCLC 3716008)
- Dana L Ulery, Computer science's reincarnation of finite differences, University of Delaware, 1976 (OCLC 33892757)